# Báo Sri Lanka
Báo hoa mai Sri Lanka hay Báo Sri Lanka (Panthera pardus kotiya) là một phân loài báo hoa mai bản địa Sri Lanka. Được IUCN phân loại là loài nguy cấp IUCN, số lượng phân loài này được cho là đang suy giảm do nhiều mối đe dọa bao gồm săn bắn cho các cuộc xung đột thương mại và xung đột người-báo. Không có quần thể lớn hơn 250 cá thể. Phân loài này ở địa phương thường được gọi là Kotiya (කොටියා) bằng tiếng Sinhala và tiếng Chiruththai (சிறுத்தை) trong tiếng Tamil. Báo hoa mai loài Sri Lanka đã được mô tả lần đầu tiên vào năm 1956 bởi nhà động vật học người Sri Lanka Deraniyagala. Chúng là loài đứng đầu trong số các loài săn mồi trên cại ở Sri Lanka do ở đây không có hổ.

## Đặc điểm
Báo hoa mai Sri Lanka có bộ lông màu vàng gỉ hay hơi nâu với những hoa thị đốm tối các hình hoa thị gần, nhỏ hơn so với báo hoa mai Ấn Độ. Bảy con cái trong những năm đầu thế kỷ 20 có trọng lượng trung bình 64 lb (29 kg) và chiều dài đầu-thân là 3 ft 5 in (1,04 m) với đuôi dài 2 ft 6,5 in (77,5 cm), cá thể lớn nhất 3 ft 9 in (1,14 m) với đuôi dài 2 ft 9 in (84 cm); 11 con đực cân nặng trung bình 124 lb (56 kg), con lớn nhất nặng 170 lb (77 kg), dài 4 ft 2 in (1,27 m) với đuôi dài 2 ft 10 in (86 cm), con lớn nhất dài 4 ft 8 in (1,42 m) với đuôi dài 3 ft 2 in (97 cm).